# Myosotis anomala
Myosotis anomala är en strävbladig växtart som beskrevs av H. Riedl. Myosotis anomala ingår i släktet förgätmigejer, och familjen strävbladiga växter. Inga underarter finns listade i Catalogue of Life.